# 깃털제비활치
깃털제비활치는 농어목 활치과의 물고기이다. 몸의 길이는 60cm의 크기로 성장한다.

## 특징

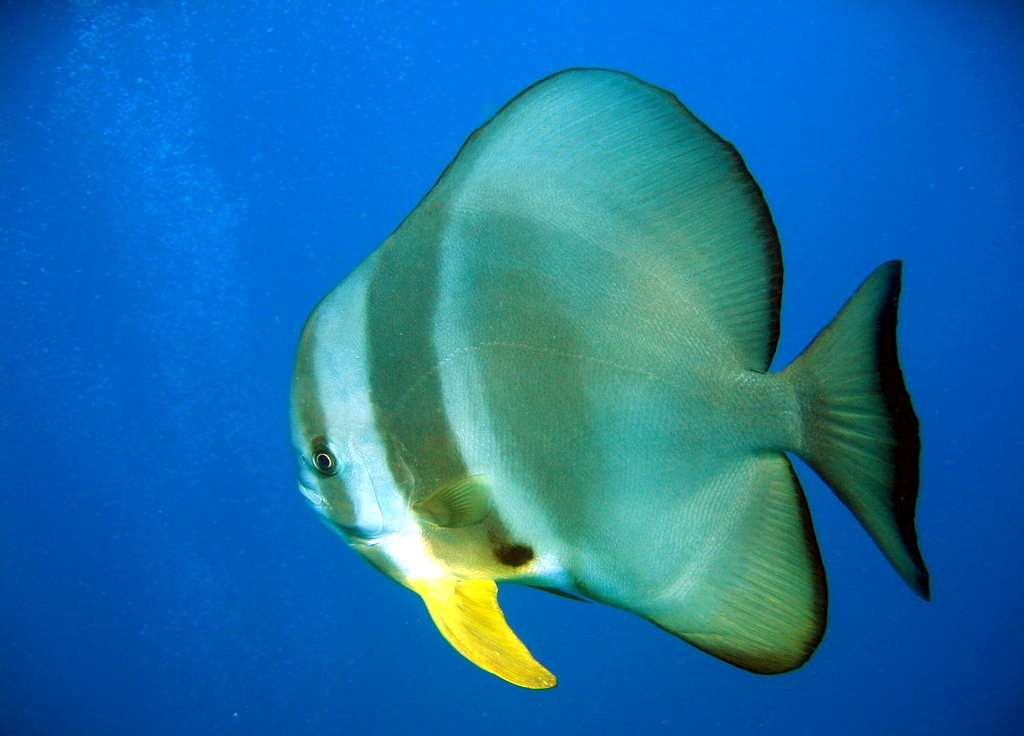
깃털제비활치

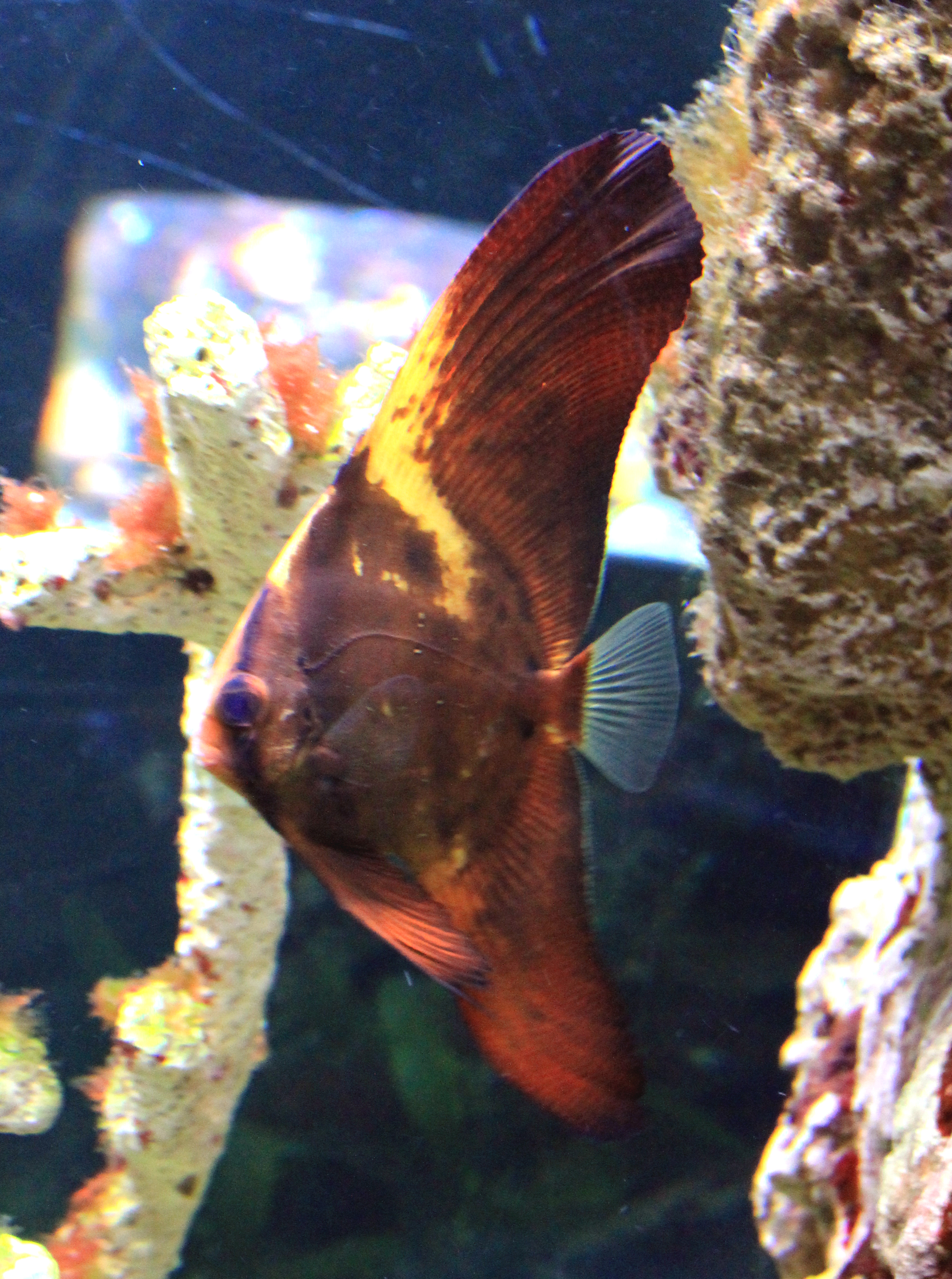

몸은 매우 높고 심하게 측편되어 있다. 입은 매우 작고 양턱에는 여러줄의 작은 원뿔니가 있다. 전새개골의 가장자리는 부드럽다. 등지느러미와 뒷지느러미는 활처럼 길게 발달되어 있다. 배지느러미도 비교적 길지만 가슴지느러미와 꼬리지느러미는 작다.